# Село станции Агин
Село станции Агин (арм. Աղին կայարան)— село в Ширакской области, Армения. Вместе с селом Агин составляет общину Агин. Численность населения — 605 человек (2012, с селом Агин).

## География
Община села Агин-Каярани Ширакской области, находится на северо-западе страны.

## Экономика
Население занимается скотоводством и земледелием.